# Gör det ändå!
Gör det ändå! är Svenska Akademiens fjärde musikalbum, utgivet 25 maj 2007 på skivbolagen SwingKids Productions/Bad Taste Records. Det var gruppens första album sedan Leia Gärtners avhopp året innan.

## Låtlista
1. "Gör det ändå" – 4:33
2. "Akut akut" – 4:23
3. "Vakna" – 3:33
4. "Alla broar är brända" – 3:51
5. "Pengarpengarpengar" – 3:57
6. "Terror" – 4:13
7. "Vad som helst" – 4:30
8. "Och vi lär oss ingenting" – 4:17
9. "Fienden inom" – 4:11
10. "Inuti" – 3:45
11. "Våld" – 3:31
12. "Uppe i höjden" – 7:35 (innehåller även ett gömt spår: "Gör det ändå – Part två" – 2:11)

## Singlar
"Vakna"
1. "Vakna" – 3:33
2. "Inuti" – 3:41

"Uppe i höjden"
1. "Uppe i höjden" – 4:36
2. "Terror" – 4:13

"Akut akut"
1. "Akut akut" – 4:21
2. "Vakna" – 3:49 (Dubmood-remix)
3. "Vakna" – 4:39 (PomP-remix)

## Medverkande
Musiker
- Agnes – sång, bakgrundssång, keyboard
- Simon – sång, keyboard, gitarr, programmering
- Räven – sång, bakgrundssång, programmering, synthesizer
- Generalen – sång
- Kenneth – programmering, trummor, percussion
- Sture – sång, trummor
- Larsa – basgitarr, programmering
- Kai Sundqvist – saxofon
- Klas Jervfors – trombon

Produktion
- Simon Vikokel – musikproducent, ljudmix, mastering
- Janne Karlsson – ljudtekniker
- Kenneth Björklund – ljudtekniker
- Morgan Alfredson – omslagsdesign
- Jens Nordström – foto